# Президенти Бразилії

Бразильський президентський штандарт

Президент — глава виконавчої влади Бразилії, він вважається як главою держави, так і главою уряду. Першим президентом країни був Деодору да Фонсека, який проголосив республіку під час військового перевороту, коли останній імператор Бразилії Педру II був вимушений відректися від престолу. З того часу Бразилія пройшла через шість конституцій, дві диктатури і три демократичні періоди.
З 1 січня 2019 посаду займає Жаїр Болсонару.

## Повноваження президента
Як президентська республіка, Бразилія надає істотні повноваження своєму президенту. Він фактично управляє урядом, представляє країну за кордоном, призначає кабінет міністрів і суддів Верховного Трибунала. Президент Бразилії також має істотні законотворчі повноваження, або через внесення законів до Національного Конгресу, або використовуючи інструмент президентських наказів (порт. Medidas Provisórias), які негайно набирають сили перед тим, як Конгрес зможе проголосувати за них.

## Вимоги до кандидатів
Згідно з конституцією 1988 , президент повинен бути громадянином, народженим у Бразилії, мати як мінімум 35 років від народження, мешкати в Бразилії, бути виборцем (тобто, мати всі виборчі права) і бути внесеним до переліку кандидатів на виборах.

## Тривалість терміну
В даний час, президент обирається на чотирьохрічний термін. Президент може бути переобраним тільки на два послідовних терміни. Можливість бути переобраним існує з 1997 , коли була прийнята Поправка nº 16 до конституції. Вкрай суперечливим кроком було те, що Фернанду Енріке Кардозу, президент на той час, був переобраним після прийняття поправки.
Історія:
- Конституція 1891: Вводиться чотирирічний термін і не дозволяється переобрання на два послідовних терміни.
- Конституція 1934: Без змін
- Конституція 1946: Без змін
- Конституція 1967: Без змін
- Поправка nº1 1969 : Довжина терміну збільшується до 6 років.
- Конституція 1988: Вводиться п'ятирічний термін і не дозволяється переобрання на два послідовних терміни. Термін був скорочений до чотирьох років в 1994  поправкою nº 5 та одноразові перевибори дозволені у 1997  поправкою nº 16.

## Перелік президентів

### Стара республіка
Див. також: Бразильська Стара республіка
| #  | Президент          | Президент | З                  | До                 | Віце-президент(и)             | Примітки |
| -- | ------------------ | --------- | ------------------ | ------------------ | ----------------------------- | --- |
| 1  | Деодору да Фонсека |           | 15 листопада, 1889 | 23 листопада, 1891 | Флоріану Пейшоту              | Перший президент Бразилії. Після незгоди з парламентом та гострої опозиції був вимушений піти у відставку.           |
| 2  | Флоріану Пейшоту   |           | 23 листопада, 1891 | 15 листопада, 1894 |                               | Обійняв посаду після відставки Фонсеки.                                                                              |
| 3  | Пруденті ду Морайс |           | 15 листопада, 1894 | 15 листопада, 1898 | Мануел Віторіну               | Перший президент, обраний за правилами конституції.                                                                  |
| 4  | Кампус Салес       |           | 15 листопада, 1898 | 15 листопада, 1902 | Роза і Сілва                  | Розпочав політику «кави з молоком», тобто ротації на посаді президента губернаторів штатів Сан-Паулу і Мінас-Жерайс. |
| 5  | Родрігес Алвес     |           | 15 листопада, 1902 | 15 листопада, 1906 | Сілвану Брандан Афонсу Пена   | |
| 6  | Афонсу Пена        |           | 15 листопада, 1906 | 14 червня, 1909    | Нілу Песанья                  | Помер на посаді. |
| 7  | Нілу Песанья       |           | 14 червня, 1909    | 15 листопада, 1910 |                               | |
| 8  | Ермес да Фонсека   |           | 15 листопада, 1910 | 15 листопада, 1914 | Венсеслау Брас                | |
| 9  | Венсеслау Брас     |           | 15 листопада, 1914 | 15 листопада, 1918 | Урбану Сантус                 | |
| 10 | Родрігес Алвес     |           |                    |                    | Делфін Морейра                | Помер до інагурації.                                                                                                 |
| 11 | Делфін Морейра     |           | 15 листопада, 1918 | 28 червня, 1919    |                               | Після смерти Алвеса заміняв його до наступних виборів.                                                               |
| 12 | Епітасіу Пессоа    |           | 28 червня, 1919    | 15 листопада, 1922 | Делфін Морейра Буену ді Пайва | Обраний, щоб закінчити термін, який не закінчив Морейра.                                                             |
| 13 | Артур Бернардіс    |           | 15 листопада, 1922 | 15 листопада, 1926 | Естасіу Коімбра               | |
| 14 | Вашингтон Луїс     |           | 15 листопада, 1926 | 24 жовтня, 1930    | Мелу Віана                    | Скинутий в результаті перевороту за 3 тижні до закінчення терміну.                                                   |
| 15 | Жуліу Престіс      |           |                    |                    | Вітал Соаріс                  | Обраний президент, що не обійняв посаду через переворот 1930 .                                                       |

### Ера Варгаса
Див. також: Ера Варгаса
| #  | Президент                 | Президент | З                 | До                | Віцепрезидент(и)                          | Примітки |
| -- | ------------------------- | --------- | ----------------- | ----------------- | ----------------------------------------- | --- |
| 16 | Генерал Аугусту Фрагозу   |           | 24 жовтня, 1930   | 3 листопада, 1930 |                                           | Військова хунта захопила владу та тримала її до прибуття Жетуліу Варгаса, лідера революції, до Ріо-де-Жанейро.                                                  |
| 16 | Генерал Менна Баррету     |           | 24 жовтня, 1930   | 3 листопада, 1930 |                                           | Військова хунта захопила владу та тримала її до прибуття Жетуліу Варгаса, лідера революції, до Ріо-де-Жанейро.                                                  |
| 16 | Адмірал Ісайас ді Норонья |           | 24 жовтня, 1930   | 3 листопада, 1930 |                                           | Військова хунта захопила владу та тримала її до прибуття Жетуліу Варгаса, лідера революції, до Ріо-де-Жанейро.                                                  |
| 17 | Жетуліу Варгас            |           | 3 листопада, 1930 | 29 жовтня, 1945   | Пост віцепрезидента був скасований у 1934 | Голова хунти до 1934, президент, назначений парламентом у 1934–1937, диктатор «нової держави» від перевороту 10 листопада 1937 да 1945 (формально — президент). |
| 18 | Жозе Ліньярес             |           | 29 жовтня, 1945   | 31 січня, 1946    |                                           | Голова Верховного суду Бразилії. Став президентом після перевороту, що скинув Жетуліу Варгаса. Намагався відновити демократичну систему уряду.                  |

### Республіка з 1946
У 1945 Жетуліу Варгас був повалений в результаті перевороту, проведеного двома його колишніми прихільниками. Проте, він був обраний президентом ще раз і його вплив в Бразильській політиці залишився ще довго. Протягом цього періоду, три партії превалювали над національною політикою. Дві були проваргасівські — ліва PTB і центристська PSD — а третя — антиваргасівська — права UDN.
Цей період був дуже нестабільним. У 1954  Варгас наклав на себе руки протягом кризи, яка загрожувала його урядові, після чого послідкувала серія президентів, які не мали можливості завершити повний термін повноважень. У 1961  UDN вдалося провести першого президента від цієї партії, Жаніу Квадруса, який пішов у відставку сімома місяцями пізніше. Цього разу голосування за президента і віцепрезидента проводилися окремо. Віцепрезидент був політичним ворогом Жаніу Квадруса, лівий Жуана Гуларт. Після короткої кризи за рішенням парламенту Гуларт обійняв посаду із зменшеними повноваженнями. Референдум 1963  щодо відновлення президентської системи і військовий переворот 1964  привели до повалення Гуларта і початку військової диктатури.
| #  | Президент        | Президент | З                 | До                | Віцепрезидент(и) | Примітки                                                                                                 |
| -- | ---------------- | --------- | ----------------- | ----------------- | ---------------- | --- |
| 19 | Гаспар Дутра     |           | 31 січня 1946     | 31 січня 1951     | Нереу Рамус      | |
| 20 | Жетуліу Варгас   |           | 31 січня 1951     | 24 серпня 1954    | Кафе Філью       | Обраний всенародним голосуванням. Наклав на себе руки під час перебування на посаді.                     |
| 21 | Кафе Філью       |           | 24 серпня 1954    | 9 листопада 1955  | вакантне         | Обійняв посаду президента після самогубства Варгаса.                                                     |
| 22 | Карлус Луз       |           | 9 листопада 1955  | 11 листопада 1955 | вакантне         | Голова Палати Представників, що обійняв посаду після відставки Філью. Повеланий в результаті перевороту. |
| 23 | Нереу Рамус      |           | 11 листопада 1955 | 31 січня 1956     | вакантне         | Голова Сенату, що обійняв посаду після відставки Луза.                                                   |
| 24 | Жуселіну Кубічек |           | 31 січня 1956     | 31 січня 1961     | Жуан Гуларт      | |
| 25 | Жаніу Квадрус    |           | 31 січня 1961     | 25 серпня 1961    | Жуан Гуларт      | |
| 26 | Раніері Маззіллі |           | 25 серпня 1961    | 7 вересня 1961    | вакантне         | Голова Палати Представників, що тимчасово занимав посаду перед інагурацією Гуларта.                      |
| 27 | Жуан Гуларт      |           | 7 вересня 1961    | 1 квітня 1964     | вакантне         | Повалений в результаті перевороту.                                                                       |

### Свинцеві роки
У період 1964—1985 в Бразилії правив військовий уряд, протягом якого влада часто змінялася в результаті переворотів.
| #            | Президент          | Президент | З               | До              | Віцепрезидент(и)             | Примітки                                                                                      |
| ------------ | ------------------ | --------- | --------------- | --------------- | ---------------------------- | --------------------------------------------------------------------------------------------- |
| 28           | Раніері Маззіллі   |           | 2 квітня 1964   | 15 квітня 1964  | вакантне                     | Голова Палати Депутатів, тимчасово занимав президентську посаду після військового перевороту. |
| 29           | Кастелу Бранку     |           | 15 квітня 1964  | 15 березня 1967 | Жозе Марія Алкмін            | Військовий диктатор. Обраний Конгресом.                                                       |
| 30           | да Коста-і-Сілва   |           | 15 березня 1967 | 31 серпня 1969  | Педру Алейшу                 | Військовий диктатор. Залишив посаду після інсульту.                                           |
|              | Августу Радемейкер |           | 31 серпня 1969  | 30 жовтня 1969  | вакантне                     | Військова хунта, що отримала владу під час хвороби Коста і Сілва.                             |
| Ауреліу Ліра |                    |           | 31 серпня 1969  | 30 жовтня 1969  | вакантне                     | Військова хунта, що отримала владу під час хвороби Коста і Сілва.                             |
| Марсіу Мелу  |                    |           | 31 серпня 1969  | 30 жовтня 1969  | вакантне                     | Військова хунта, що отримала владу під час хвороби Коста і Сілва.                             |
| 31           | Еміліу Медічі      |           | 30 жовтня 1969  | 15 березня 1974 | Августу Радемейкер           | Військовий диктатор.                                                                          |
| 32           | Ернесту Гейзел     |           | 15 березня 1974 | 15 березня 1979 | Адалберту Перейра дос Сантус | Військовий диктатор.                                                                          |
| 33           | Жуан Фігейреду     |           | 15 березня 1979 | 15 березня 1985 | Ауреліану Шавез              | Військовий диктатор.                                                                          |

### Нова республіка
Починаючи з 1980, після завершення Холодної війни, військовий уряд запустив процес поступової політичної демократизації — abertura- — «відкриття». Коли закінчився термін останнього військового президента, проте, прямі президентські вибори проведені не були.
Танкреду Невіс, прем'єр-міністр протягом президентства Жуана Гуларта, був обраний кандидатом від PMDB, головної опозиційної партії, але його також підтримував великий спектр політичних сил, включаючи істотну частини ARENA, партії військових президентів. Танкреду був обраний Виборчою Колегією, але він помер до інагурації. Першим цивільним президентом починаючи з 1964 , таким чином, став кандидат Танкреду на пост віцепрезидента, Жозе Сарні, колишній член ARENA. У 1988 була затверджена нова демократична конституція, за якою почалися демократичні вибори в країні.
У 1989 проведені перші президентські вибори за конституцією, коли на п'ятирічний термін був обраний молодий Фернанду Коллор — перший президент, обраний таємним прямим голосуванням, починаючи з військового перевороту. Він урочисто вступив на посаду в 1990  і в 1992  став першим президентом Бразилії відставленим через корупцію.
У 1995 посаду обійняв Фернанду Енріке Кардозу на чотирьохрічний термін, але поправка до конституції 1997  дозволила йому бути переобраним на наступний термін, вперше в історії Бразилії.
У 2003 обраний та вступив на посаду президента Бразилії Луїз Інасіу Лула да Сілва.
Ділма Русеф у другому турі президентських виборів в жовтні 2010 отримала перемогу й була обрана президентом Бразилії. 1 січня 2011 склала присягу та вступила на посаду президента країни. У 2016 її імпічменту посаду виконувача обов'язків президента займав Мішел Темер.
28 жовтня 2018  на «Загальних виборах» на посаду президента було обрано Жаїр Болсонару, який приступив до виконання обов'язків 1 січня 2019.
| #  | Президент                 | Президент | З               | До              | Віцепрезидент(и) | Примітки |
| -- | ------------------------- | --------- | --------------- | --------------- | ---------------- | --- |
| 34 | Танкреду Невіс            |           |                 |                 | Жозе Сарні       | Обраний Виборчою Колегією. Тажко захворів перед інагурацією та помер на початку президентського терміну, так і не прийнявши присягу. Хоча він формальне так і не став президентом, бразильський федеральний закон 7.465, прийнятий на другу річницю його смерті (1986), включив його у список президентів Бразилії, «для всіх юридичних цілей». |
| 35 | Жозе Сарні                |           | 15 березня 1985 | 15 березня 1990 | вакантне         | Віце-президент Танкреду. Виконував обов'язки президента с початку президентського терміну, через хворобу Танкреду та його нездатність прийняти присягу. Був офіційно призначений президентом після смерті Танкреду. |
| 36 | Фернанду Коллор           |           | 15 березня 1990 | 2 жовтня 1992   | Ітамар Франку    | Перший президент, обраний прямим голосуванням після військового перевороту. Відставлений Палатою Депутатів, після чого відставка була підтверджена Сенатом. Залишив президентську посаду після процесу імпічменту після невдалої спроби припинити процес.                                                                                       |
| 37 | Ітамар Франку             |           | 2 жовтня 1992   | 1 січня, 1995   | вакантне         | Обійняв посаду як виконувач обов'язків президента після імпічменту коллора, був офіційно призначений президентом пізніше. |
| 38 | Фернанду Енріке Кардозу   |           | 1 січня 1995    | 1 січня 2003    | Марку Масьєл     | Перший президент, переобраний на другий термін. |
| 39 | Луїз Інасіу Лула да Сілва |           | 1 січня 2003    | 1 січня 2011    | Жозе Аленкар     | |
| 40 | Ділма Русеф               |           | 1 січня 2011    | 31 серпня 2016  | Мішел Темер      | перша в історії країни жінка — президент Бразилії. |
| 41 | Мішел Темер               |           | 31 серпня 2016  | 1 січня 2019    |                  | В.о. президента |
| 42 | Жаїр Болсонару            |           | 1 січня 2019    | 1 січня 2023    | Амілтон Моуран   | |
| 43 | Луїз Інасіу Лула да Сілва |           | 1 січня 2023    | 1 січня 2027    | Жералдо Алкмін   | |